# Iffwil
Iffwil es una comuna suiza del cantón de Berna, situada en el distrito administrativo de Berna-Mittelland. Limita al norte con la comuna de Etzelkofen, al este con Grafenried y Jegenstorf, al sur con Zuzwil, y al oeste con Bangerten y Scheunen.
Hasta el 31 de diciembre de 2009 situada en el distrito de Fraubrunnen.

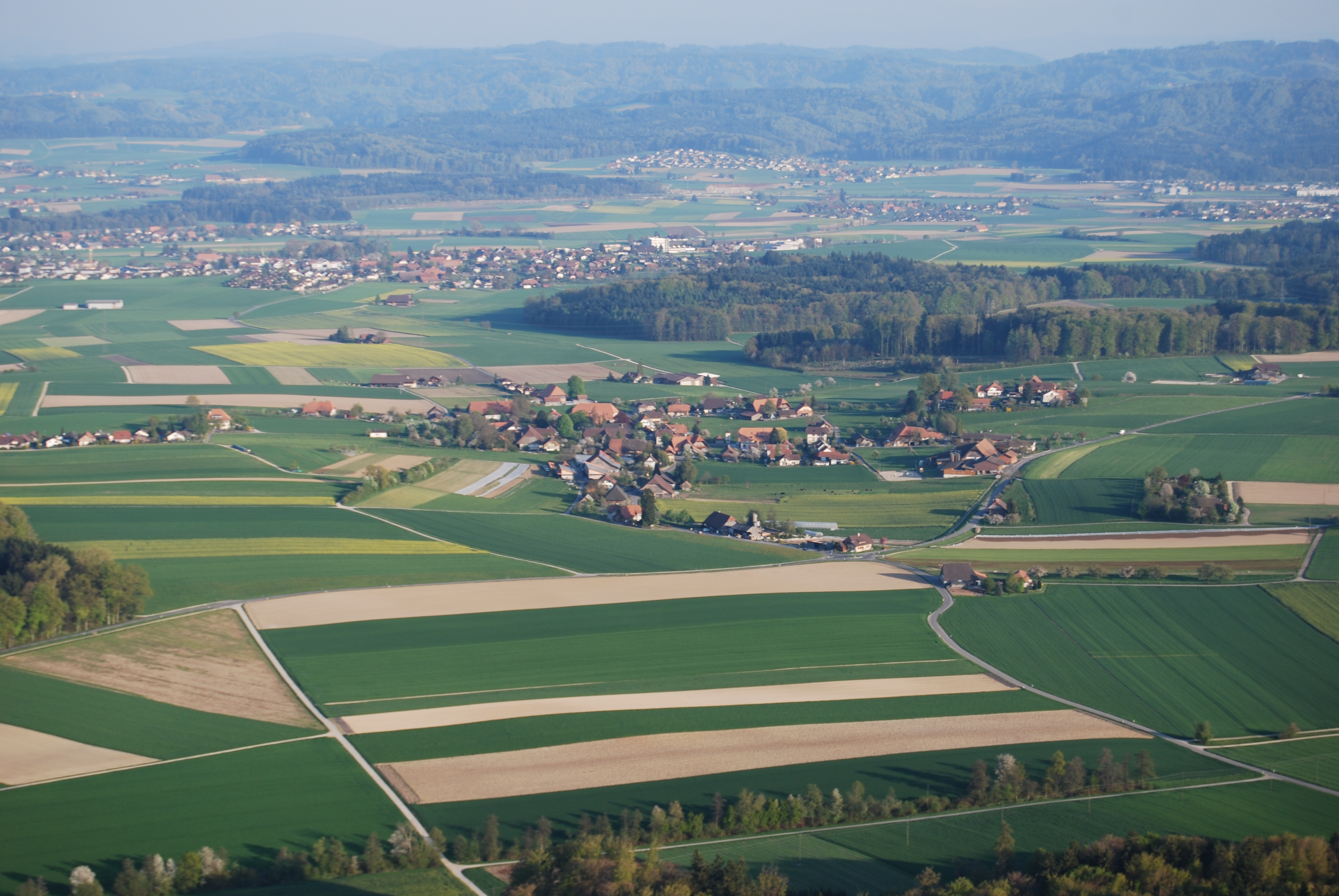
Iffwil